# Trowbridge
Trowbridge es la capital del condado de Wiltshire, Inglaterra. El municipio de Trowbridge tiene una población de 28.148 habitantes según el censo de 2001.

## Localización
Trowbridge se sitúa  las orillas del río Biss al oeste del condado, aproximadamente a 16 kilómetros en dirección sureste de la ciudad de Bath. El nombre de la ciudad proviene de las palabras inglesas Tree Bridge (Puente del árbol), refiriéndose al primer puente sobre el río Biss. El canal Kennet y Avon corre hacia el norte de la ciudad y desempeñó un papel muy importante en el desarrollo de la misma, ya que permitió el transporte de carbón desde las minas de Somerset.

## Hermanamientos
- Uchda, Marruecos
- Leer, Alemania
- Charenton-le-Pont, Francia
- Elbląg, Polonia

- Datos: Q265647
- Multimedia: Trowbridge / Q265647